# Murrayglossus
Murrayglossus is een geslacht van uitgestorven mierenegels uit de familie Tachyglossidae. Het bevat als enige soort Murrayglossus hacketti, de 'reuzenechidna', een uitgestorven soort echidna uit West-Australië die dateert uit het Pleistoceen. Het is alleen bekend van een paar botten. Het was ongeveer een meter lang en woog waarschijnlijk ongeveer dertig kilogram. Dit maakt het de grootste lid van de Monotremata waarvan bekend is dat hij ooit heeft geleefd.

## Ontdekkingen
Fossielen van Murrayglossus hacketti werden ontdekt in Mammoth Cave, West-Australië, en opgegraven in 1909. Ze werden vermengd gevonden met de overblijfselen van andere taxa zoals Sthenurus en Macropus. De Australische paleontoloog Ludwig Glauert beschreef de fossielen in een publicatie uit 1914 als een Zaglossus hackettii. Het specifieke epitheton of soortaanduiding hacketti eert John Winthrop Hackett als een kleine erkenning van zijn genereuze steun die de verkenning van deze grotten mogelijk maakte. 
Het holotype is WAM 60.10.1. Het materiaal is slecht, bestaande uit een atlas, de sleutelbeenderen, een spaakbeen, het episternum, het bekken, twee dijbeenderen en een scheenbeen. Het schedelmateriaal is volledig afwezig, waardoor de historische indeling van Murrayglossus hacketti binnen het geslacht Zaglossus onzeker is. Sommige fossielen hebben insnijdingen en brandplekken, wat suggereert dat Murrayglossus hacketti op zijn minst af en toe door mensen bejaagd werd.

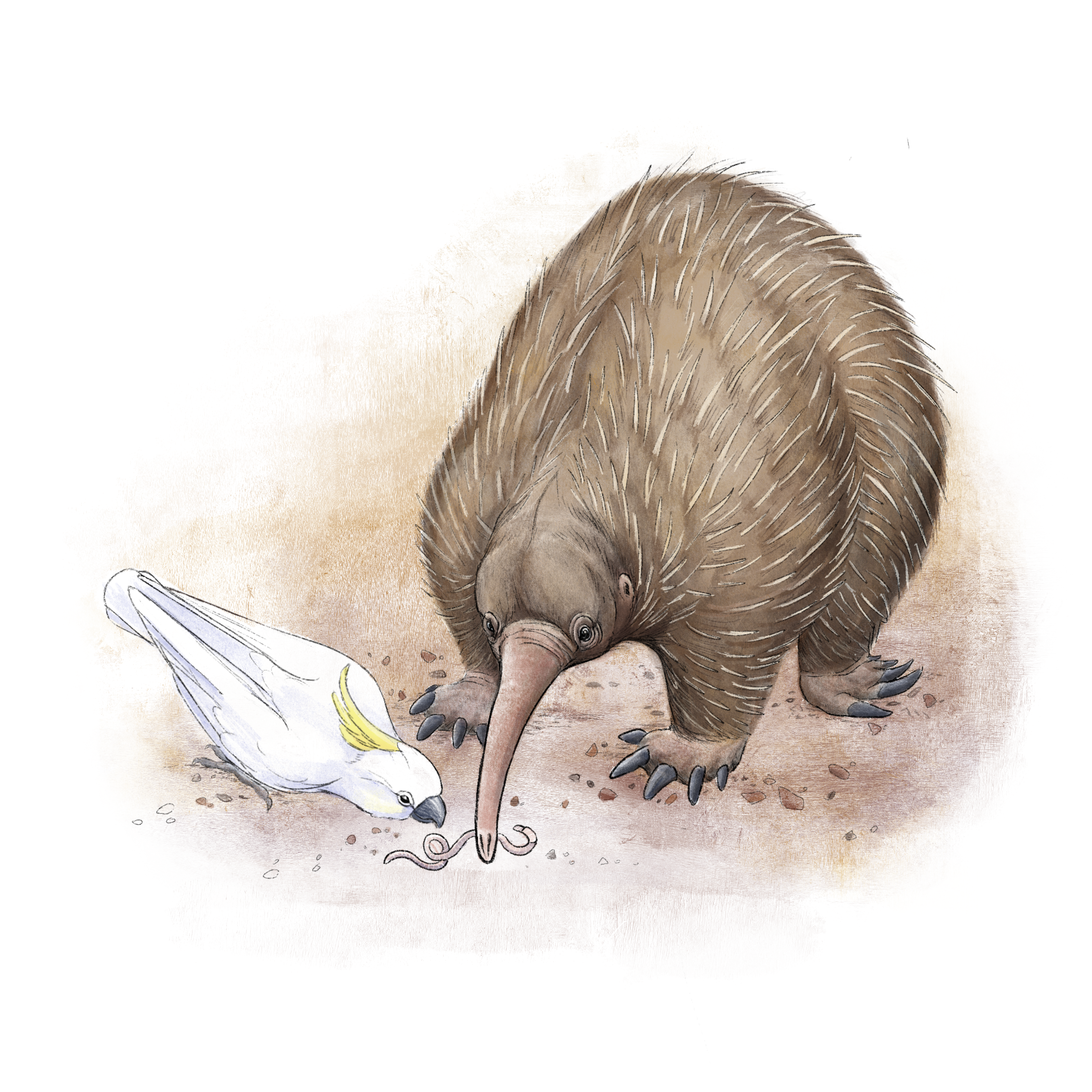
Murrayglossus kan mieren gegeten hebben maar ook wormen

Aboriginale rotskunst gevonden in Arnhemland in het Northern Territory kan Murrayglossus hacketti of de bestaande westelijke langsnavelige mierenegel (Zaglossus bruijni) voorstellen.
Historisch behandeld als een soort van de langsnavelige vachtegels, werd het in 2022 door Flannery afgescheiden in zijn eigen geslacht Murrayglossus. De geslachtsnaam combineert de achternaam van paleontoloog Peter Murray en glossos, het Griekse woord voor 'tong'.

## Beschrijving
Met een lengte van ongeveer een meter lang, zestig centimeter hoog en ongeveer dertig kilogram, was Murrayglossus hacketti de grootste bekende monotremaat. Murrayglossus hacketti had langere, rechtere achterpoten dan alle moderne echidna's. Augee (2006) speculeert dat dit kenmerk het dier bedrevener maakte in het doorkruisen van dichtbeboste bossen. Andere verklaringen zijn een verbeterd vermogen te graven of te klimmen: moderne mierenegels zijn in staat verticaal een hek te overwinnen.
De belangrijkste diagnostische kenmerken van het geslacht Murrayglossus zijn een reeks dijbeenkenmerken: een lage dijbeenkop; de zeer lage positie van de trochanter minor ten opzichte van de kop (direct onder de interne rand van het dijbeen); een trochanter major die een hoge positie heeft ten opzichte van de kop; een uitlopende mediale epicondylus; en afgeschuinde condylen.